# Terre-Natale
Pour les articles homonymes, voir Terre natale (homonymie).
Terre-Natale est une ancienne commune de la Haute-Marne et de la région Champagne-Ardenne, qui a existé du 1er août 1972 au 31 décembre 2011.

## Toponymie
La nouvelle commune prend le nom de Terre-Natale, d'après le roman de Marcel Arland, écrivain né à Varennes-sur-Amance.

## Histoire
Elle est créée le 1er août 1972 par la fusion des communes de Champigny-sous-Varennes, de Chézeaux et de Varennes-sur-Amance. Champigny et Chézeaux ont alors le statut de communes associées à Varennes.
Le 1er janvier 1986, Champigny-sous-Varennes est rétablie en tant que commune indépendante. Le 1er janvier 2012, les deux communes restantes reprennent leur indépendance entrainant la dissolution de la commune de Terre-Natale.
Le nom a subsisté avec le canton de Terre-Natale jusqu'à sa disparition en 2015.